# 서산 보원사지 석조
서산 보원사지 석조(瑞山 普願寺址 石槽)은 대한민국 충청남도 서산시, 보원사지에 있는, 남북국 시대 신라의 석조이다. 1963년 1월 21일 대한민국의 보물 제102호로 지정되었다.

## 개요
서산 보원사터에 위치한 석조이다. 보원사는 고란사라고도 하며 사찰에 대한 역사는 전혀 알려지지 않고 있으나 1959년 국보 제84호인 서산 용현리 마애여래삼존상이 발견되면서 큰 관심을 끌었던 곳이다.
석조는 승려들이 물을 담아 쓰던 돌그릇으로, 원형·팔각형·장방형 등이 있다. 이 석조는 화강석의 통돌을 파서 만든 직사각형 모양으로 통일신라시대의 일반적 형식을 보인다. 규모가 거대하며 표면에 아무 장식이 없어 장중해 보인다. 내부 각 면에도 조각한 흔적이 없으며, 밑바닥면은 평평하고 한쪽에 약 8cm정도의 원형 배수구가 있을 뿐이다. 안쪽과 윗쪽만 정교하게 다듬고 바깥쪽에는 거친 다듬자국이 그냥 남아 있어 땅에 묻어두고 사용했는지도 알 수 없다.
조각수법이 간결하고 소박하면서도 약 4톤의 물을 저장할 수 있을 정도로 규모가 커 웅장한 느낌을 주는데 이를 통해 당시 사찰의 규모를 짐작해볼 수 있다.

## 사진

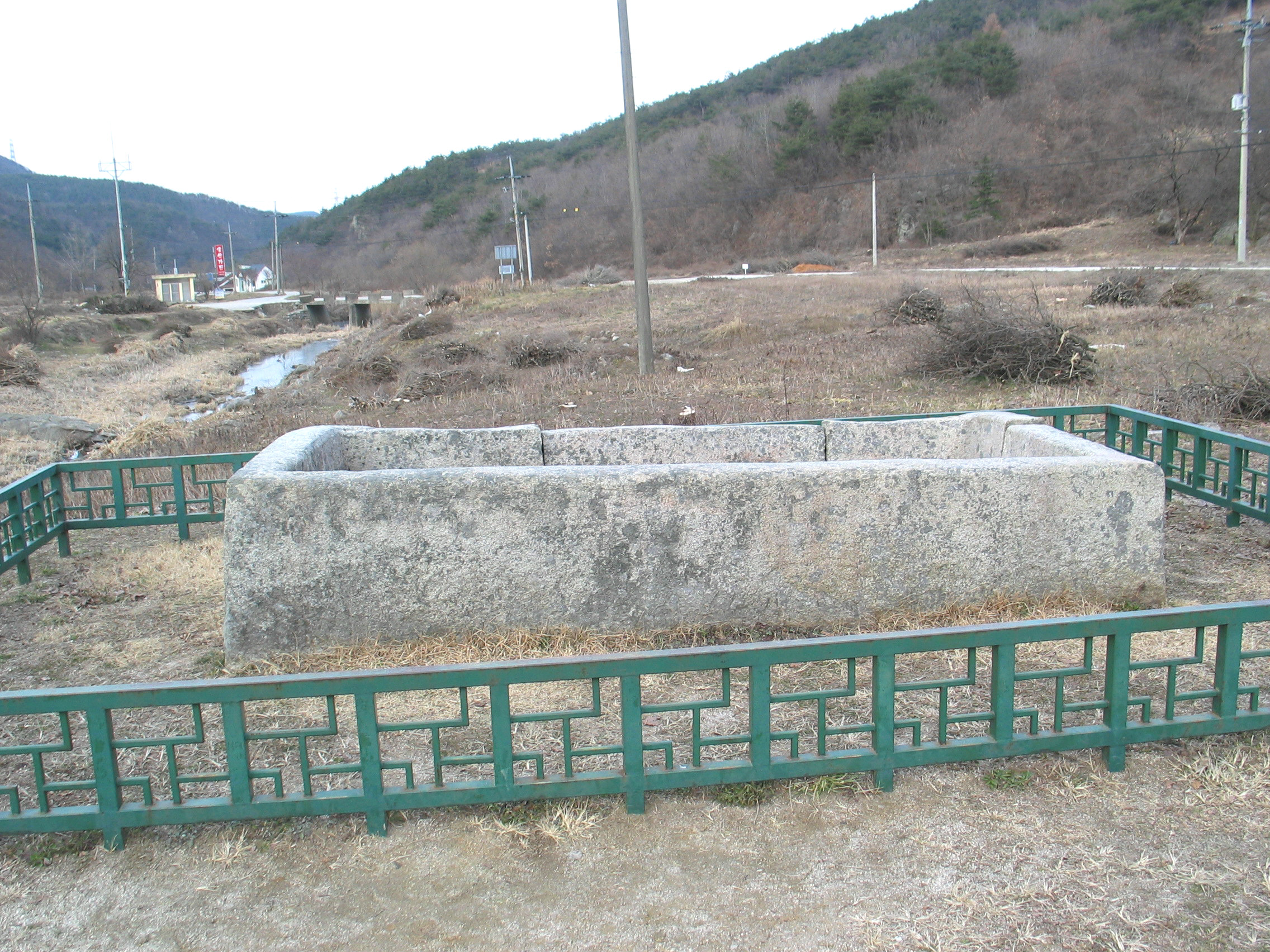

## 같이 보기
- 서산 보원사지

## 주해
1. ↑  石槽, 큰 돌의 안을 파내어 물을 담아 쓰는 용기